# Wangdian (köpinghuvudort i Kina, Zhejiang Sheng, lat 30,62, long 120,72)
Wangdian är en köpinghuvudort i Kina. Den ligger i provinsen Zhejiang, i den östra delen av landet, omkring 67 kilometer nordost om provinshuvudstaden Hangzhou. Antalet invånare är 93 291. Befolkningen består av 45 646 kvinnor och 47 645 män. Barn under 15 år utgör 13,0 %, vuxna 15-64 år 76 %, och äldre över 65 år 9,0 %.
Runt Wangdian är det tätbefolkat, med 591 invånare per kvadratkilometer. Närmaste större samhälle är Jiaxing, 14,6 km norr om Wangdian. Trakten runt Wangdian består till största delen av jordbruksmark.
Genomsnittlig årsnederbörd är 1 712 millimeter. Den regnigaste månaden är juni, med i genomsnitt 277 mm nederbörd, och den torraste är november, med 65 mm nederbörd.